# 283e régiment d'infanterie territoriale
Le 283e régiment d'infanterie territoriale est un régiment d'infanterie de l'armée de terre française qui a participé à la Première Guerre mondiale.

## Chefs de corps
- Commandant du régiment : lieutenant-colonel Joseph Travail

## Historique des garnisons, combats et batailles du283eRIT

### Première Guerre mondiale

#### Affectations
- 103e division d'infanterie territoriale d'août 1915 à mars 1916
- VIe Armée / 36e Corps d'Armée  / 103e division d'infanterie territoriale / 206e brigade d'infanterie territoriale

#### 1915
• Le 10 octobre 1915
Le régiment est concentré dans la zone Francport / Choisy-au-Bac / Montmacq.
• Le 11 octobre 1915
Le régiment entre en ligne dans le secteur A, front de Bailly.
• Le 27 octobre 1915
Constitution d'une compagnie de Mitrailleuses (formée à Breuil).
• Le 9 novembre 1915
Constitution d'une compagnie auxiliaire du Génie (formée à Ollencourt).

## Drapeau
Il ne porte aucune inscription.